# X-gender

De X-gendervlag

X-gender (Japans: Xジェンダー, geromaniseerd: x-jendā) is een in Japan gebruikte benaming voor een derde geslacht naast het mannelijke en vrouwelijke. De term wordt in Japan gebruikt voor non-binair en genderqueer.